# Arijanet Muric
Arijanet Anan Muric (tiếng Albania: Arijanet Samir Muriqi; sinh ngày 7 tháng 11 năm 1998) là một cầu thủ bóng đá chuyên nghiệp người Kosovo hiện đang thi đấu ở vị trí thủ môn cho câu lạc bộ Burnley và đội tuyển quốc gia Kosovo, trước đây anh từng thi đấu cho đội tuyển U–21 Montenegro.

## Sự nghiệp câu lạc bộ

### Sự nghiệp ban đầu
Muric là sản phẩm của những lò đào tạo đội trẻ của Thụy Sĩ như YF Juventus, Zürich và Grasshoppers. Năm 2015, anh gia nhập đội trẻ của Manchester City.

### Manchester City

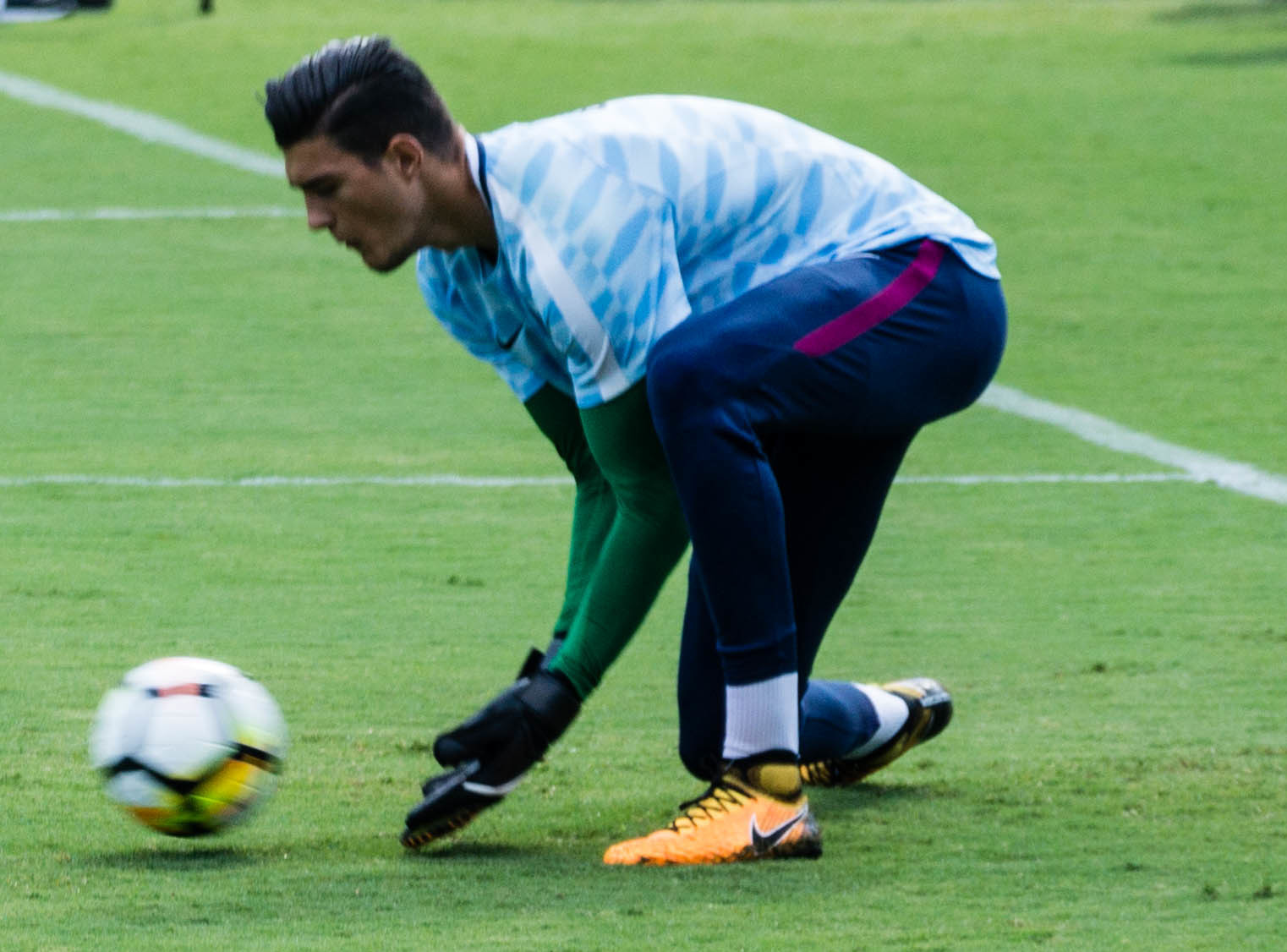
Muric tại Manchester City vào tháng 7 năm 2017.

Vào ngày 27 tháng 7 năm 2017, Muric đã ký hợp đồng ba năm với câu lạc bộ Manchester City.

## Đời sống riêng
Muric sinh ra ở Schlieren, Thụy Sĩ với cha mẹ là người Bosniak từ Rožaje, Montenegro. Anh có hộ chiếu ở Kosovo, Montenegro và Thụy Sĩ.

## Thống kê sự nghiệp

### Câu lạc bộ
Tính đến ngày 24 tháng 9 năm 2019
| Câu lạc bộ               | Mùa giải                   | Giải đấu                        | Giải đấu | Giải đấu  | Cúp quốc gia | Cúp quốc gia | League Cup | League Cup | Continental | Continental | Khác    | Khác      | Tổng cộng | Tổng cộng | Ref    |
| Câu lạc bộ               | Mùa giải                   | Division                        | Số trận  | Bàn thắng | Số trận      | Bàn thắng    | Số trận    | Bàn thắng  | Số trận     | Bàn thắng   | Số trận | Bàn thắng | Số trận   | Bàn thắng | Ref    |
| ------------------------ | -------------------------- | ------------------------------- | -------- | --------- | ------------ | ------------ | ---------- | ---------- | ----------- | ----------- | ------- | --------- | --------- | --------- | ------ |
| Manchester City U23      | 2017–18                    | Professional Development League | —        | —         | —            | —            | —          | —          | —           | —           | 3       | 0         | 3         | 0         |        |
| Manchester City U23      | 2018–19                    | Professional Development League | —        | —         | —            | —            | —          | —          | —           | —           | 1       | 0         | 1         | 0         |        |
| Manchester City U23      | Manchester City U–23 total | Manchester City U–23 total      | —        | —         | —            | —            | —          | —          | —           | —           | 4       | 0         | 4         | 0         |        |
| Manchester City          | 2017–18                    | Premier League                  | 0        | 0         | 0            | 0            | 0          | 0          | —           | —           | —       | —         | 0         | 0         | [ 9 ]  |
| Manchester City          | 2018–19                    | Premier League                  | 0        | 0         | 0            | 0            | 5          | 0          | 0           | 0           | 0       | 0         | 5         | 0         | [ 10 ] |
| Manchester City          | 2019–20                    | Premier League                  | 0        | 0         | 0            | 0            | 0          | 0          | 0           | 0           | 0       | 0         | 0         | 0         | [ 11 ] |
| Manchester City          | Manchester City total      | Manchester City total           | 0        | 0         | 0            | 0            | 5          | 0          | 0           | 0           | 0       | 0         | 5         | 0         | [ 11 ] |
| NAC Breda (mượn)         | 2018–19                    | Eredivisie                      | 1        | 0         | 0            | 0            | —          | —          | —           | —           | —       | —         | 1         | 0         | [ 10 ] |
| Nottingham Forest (mượn) | 2019–20                    | EFL Championship                | 4        | 0         | 0            | 0            | 1          | 0          | —           | —           | —       | —         | 5         | 0         |        |
| Nottingham Forest (mượn) | Tổng                       | Tổng                            | 4        | 0         | 0            | 0            | 1          | 0          | —           | —           | —       | —         | 5         | 0         |        |
| Tổng cộng                | Tổng cộng                  | Tổng cộng                       | 5        | 0         | 0            | 0            | 6          | 0          | 0           | 0           | 4       | 0         | 15        | 0         |        |

### Đội tuyển quốc gia
Tính đến ngày 14 tháng 11 năm 2021
| Đội tuyển quốc gia | Năm  | Số trận | Bàn thắng |
| ------------------ | ---- | ------- | --------- |
| Kosovo             | 2018 | 1       | 0         |
| Kosovo             | 2019 | 9       | 0         |
| Kosovo             | 2020 | 6       | 0         |
| Kosovo             | 2021 | 6       | 0         |
| Tổng               | Tổng | 22      | 0         |

## Danh hiệu
Manchester City
- Cúp FA: 2018–19 [13]
- Cúp EFL: 2018–19 [14]